# Iuri Medeiros
Iuri José Picanço Medeiros (Horta, 1994. július 10. –) portugál labdarúgó, az Újpest játékosa, csatár.

## Pályafutása

### Klubcsapatokban

#### Sporting
Medeiros 2005-ben, 11 évesen csatlakozott a Sporting CP utánpótlásához. Ezután három teljes szezont töltött a tartalékcsapatban a Segunda Ligában, profi debütálására pedig 2012. augusztus 11-én került sor, amikor a 62. percben Filipe Chaby helyére állt be egy 1–0-s idegenbeli vereség alkalmával az UD Oliveirense ellen. Medeirost 2015 januárjában kölcsönadták az FC Aroucának. Január 18-án lejátszotta első mérkőzését a Primeira Ligában, amikor 1–0-s vereséget szenvedtek a Moreirense FC otthonában. Ezt követően két idényen át tartó kölcsönben szerepelt az élvonalban: előbb a Moreirensénél, majd a Boavista FC-nél. Előbbinél 2015. szeptember 25-én szerezte első gólját a bajnokságban, amivel hozzájárult a 2–2-es hazai döntetlenhez az FC Porto ellen, majd 2017. március 12-én duplázott, amivel utóbbi csapata 3–0-ra legyőzte a CS Marítimót. A 2017–18-as szezonra visszatért az Estádio José Alvaladába, Medeiros pedig 2017. augusztus 15-én debütált hivatalos mérkőzésen a Sporting első csapatában, amikor a 0–0-s hazai döntetlen utolsó perceit játszotta az UEFA Bajnokok Ligája selejtezőjében az FC Steaua București ellen. 2018. január 25-én Medeiros kölcsönszerződést írt alá a Genoa CFC-vel 2019 júniusáig, az olasz klub pedig opciót kapott arra, hogy 10 millió euróért véglegesen megszerezze a játékost. Február 5-én debütált a Serie A-ban, amikor 25 percet játszott az SS Lazio ellen. Első gólját új csapatában április 3-án szerezte egy utolsó perces találattal a Cagliari Calcio ellen. 2019. február 3-án Medeiros kölcsönbe csatlakozott a Legia Warszawához.

#### Nürnberg
2019. július 19-én felbontotta a szerződését a Sportinggal, és négyéves szerződést kötött az 1. FC Nürnbergel. 2019. augusztus 5-én mutatkozott be a Hamburger SV elleni bajnoki mérkőzésen.

#### Braga
2020. július 28-án kölcsönvette az SC Braga. Első szezonjában megnyerte a portugál kupát. 2021. január 29-én Medeiros súlyos térdszalag-szakadást szenvedett a Taça da Liga mérkőzésén a CD Santa Clara ellen, ami miatt hat hónapra kidőlt. Ennek ellenére hat gólja és öt gólpassza elismeréseként öt évre szóló szerződést kapott; az átigazolási díj 800 000 euró volt, a kivásárlási záradék pedig 30 millió euró. Medeiros gólt szerzett és gólpasszt adott Ricardo Hortának 2022. február 24-én, amikor a Braga fordítani tudott az FC Sheriff Tiraspol elleni UEFA Európa Liga nyolcaddöntőjében.

#### En-Naszr
2023. június 23-án Medeiros 3 millió eurós összegért aláírt az En-Naszr-hoz.

#### Hapóél Beér-Seva
2025. január 23-án írt alá a Hapóél Beér-Sevához. Február 8-án mutatkozott be az FC Asdód ellen, ahol pályára lépése után pár perccel gólt is szerzett. 2025. június 17-én személyes okokra hivatkozva felbontotta a szerződését az izraeli klubbal.

#### Újpest
2025. július 3-án jelentették be, hogy az Újpest szerződtette.

### Válogatottban
Medeiros az összes portugál korosztályos válogatottat végigjárta. Két U21-es Európa-bajnokságon vett részt Portugáliával. 2015-ben négyszer lépett pályára csereként az ezüstérmes csapatban.

## Statisztika

### Klubcsapatokban
2025. augusztus 10-i állapot szerint.
| Klub                        | Szezon           | Bajnokság | Bajnokság | Kupa  | Kupa  | Ligakupa | Ligakupa | Nemz. kupa | Nemz. kupa | Összesen | Összesen |
| Klub                        | Szezon           | Mérk.     | Gólok     | Mérk. | Gólok | Mérk.    | Gólok    | Mérk.      | Gólok      | Mérk.    | Gólok    |
| --------------------------- | ---------------- | --------- | --------- | ----- | ----- | -------- | -------- | ---------- | ---------- | -------- | -------- |
| Sporting CP B               | 2012–13          | 10        | 0         | —     | —     | —        | —        | —          | —          | 10       | 0        |
| Sporting CP B               | 2013–14          | 39        | 10        | —     | —     | —        | —        | —          | —          | 39       | 10       |
| Sporting CP B               | 2014–15          | 18        | 2         | —     | —     | —        | —        | —          | —          | 18       | 2        |
| Sporting CP B               | Összesen         | 67        | 12        | —     | —     | —        | —        | —          | —          | 67       | 12       |
| Arouca (kölcsönben)         | 2014–15          | 17        | 3         | —     | —     | 1        | 0        | —          | —          | 18       | 3        |
| Arouca (kölcsönben)         | Összesen         | 17        | 3         | —     | —     | 1        | 0        | —          | —          | 18       | 3        |
| Moreirense (kölcsönben)     | 2015–16          | 29        | 8         | 1     | 1     | 4        | 1        | —          | —          | 34       | 10       |
| Moreirense (kölcsönben)     | Összesen         | 29        | 8         | 1     | 1     | 4        | 1        | —          | —          | 34       | 10       |
| Boavista (kölcsönben)       | 2016–17          | 27        | 7         | 2     | 1     | 1        | 0        | —          | —          | 30       | 8        |
| Boavista (kölcsönben)       | Összesen         | 27        | 7         | 2     | 1     | 1        | 0        | —          | —          | 30       | 8        |
| Sporting CP                 | 2017–18          | 6         | 0         | 2     | 0     | 2        | 1        | 1          | 0          | 11       | 2        |
| Sporting CP                 | Összesen         | 6         | 0         | 2     | 0     | 2        | 1        | 1          | 0          | 11       | 2        |
| Genoa (kölcsönben)          | 2017–18          | 11        | 2         | —     | —     | —        | —        | —          | —          | 11       | 2        |
| Genoa (kölcsönben)          | 2018–19          | 2         | 0         | 1     | 0     | —        | —        | —          | —          | 3        | 0        |
| Genoa (kölcsönben)          | Összesen         | 13        | 2         | 1     | 0     | —        | —        | —          | —          | 14       | 2        |
| Legia Warszawa (kölcsönben) | 2018–19          | 14        | 3         | 1     | 0     | —        | —        | —          | —          | 15       | 3        |
| Legia Warszawa (kölcsönben) | Összesen         | 14        | 3         | 1     | 0     | —        | —        | —          | —          | 15       | 3        |
| 1. FC Nürnberg              | 2019–20          | 9         | 0         | 2     | 0     | —        | —        | —          | —          | 11       | 0        |
| 1. FC Nürnberg              | Összesen         | 9         | 0         | 2     | 0     | —        | —        | —          | —          | 11       | 0        |
| Braga (kölcsönben)          | 2020–21          | 15        | 5         | 4     | 1     | 3        | 0        | 6          | 0          | 28       | 6        |
| Braga                       | 2021–22          | 24        | 7         | 2     | 0     | 2        | 1        | 11         | 2          | 39       | 10       |
| Braga                       | 2022–23          | 30        | 10        | 7     | 0     | 2        | 0        | 4          | 0          | 43       | 10       |
| Braga                       | Összesen         | 69        | 22        | 13    | 1     | 7        | 1        | 21         | 2          | 110      | 26       |
| En-Naszr                    | 2023–24          | 26        | 4         | 3     | 1     | 3        | 1        | —          | —          | 32       | 6        |
| En-Naszr                    | Összesen         | 26        | 4         | 3     | 1     | 3        | 1        | —          | —          | 32       | 6        |
| Hapóél Beér-Seva            | 2024–25          | 10        | 2         | 3     | 1     | —        | —        | —          | —          | 13       | 3        |
| Hapóél Beér-Seva            | Összesen         | 10        | 2         | 3     | 1     | —        | —        | —          | —          | 13       | 3        |
| Újpest                      | 2025–26          | 2         | 0         | 0     | 0     | —        | —        | —          | —          | 2        | 0        |
| Újpest                      | Összesen         | 2         | 0         | 0     | 0     | —        | —        | —          | —          | 2        | 0        |
| Karrier összesen            | Karrier összesen | 289       | 63        | 29    | 8     | 17       | 3        | 22         | 2          | 357      | 75       |

## Sikerei, díjai

### Klubcsapatokban
Sporting CP
- Portugál ligakupa győztes (1): 2017–18

 Braga
- Portugál kupagyőztes (1): 2020–21

 Hapóél Beér-Seva
- Izraeli kupagyőztes (1): 2024–25

### Válogatottban
Portugália U21
- U21-es labdarúgó-Európa-bajnokság ezüstérmes (1): 2015